# Puente Internacional Francisco de Paula Santander
El Puente Internacional Francisco de Paula Santander es un puente sobre el río Táchira. Es la segunda vía terrestre que comunica a Colombia con Venezuela. Tiene unos 210 metros de largo, dos carriles y un ancho de 7,3 metros. Interconecta a las ciudades de Cúcuta en el departamento del Norte de Santander (Colombia) y Ureña en el Estado Táchira (Venezuela).
Actualmente se encuentra cerrado debido a la Crisis entre Colombia y Venezuela de 2015.
Desde inicios de febrero del año 2023, el puente volvió a su funcionamiento normal. Permitiendo el paso a vehículos y peatones, esto debido al restablecimiento de relaciones entre los gobiernos de Colombia y Venezuela.